# 1323
Évszázadok: 13. század – 14. század – 15. század
Évtizedek: 1270-es évek – 1280-as évek – 1290-es évek – 1300-as évek – 1310-es évek – 1320-as évek – 1330-as évek – 1340-es évek – 1350-es évek – 1360-as évek – 1370-es évek
Évek: 1318 – 1319 – 1320 – 1321 –  1322 – 1323 – 1324 – 1325 – 1326 – 1327 – 1328

## Események

### Határozott dátumú események
- február 26. – Henrik szepesi prépost kerül a veszprémi egyházmegye élére.[1]
- március 8. – Károly Róbert kiváltságlevelet ad 19 jász nemzetségnek.[2]
- augusztus 12. – Aláírják Svédország és Novgorod között a nöteborgi békét.
- október 16. – Eduard savoyai gróf trónra lépése. (V. Amadeus savoyai gróf fia, aki 1329-ig uralkodik!)

### Határozatlan dátumú események
- az év folyamán –
  - Károly Róbert elrendeli a rossz pénzek verésének beszüntetését és új, állandó értékű ezüstdénárok verését.[3]
  - Az uralkodó Drugeth Fülöpöt nevezi ki nádorrá.[4]
  - A magyar király Temesvárról Visegrádra helyezi a rezidenciáját.[4]
  - A pápa szentté avatja Aquinói Szent Tamást.[5]
  - Vilnius Litvánia fővárosa lesz.[6]

## Születések
- november 10. – Burgundi Fülöp, V. Ottó burgundi herceg és III. Johanna burgundi grófnő legidősebb fia és örököse († 1346)

Bizonytalan dátum
- március 10. - Constance of Peñafiel, Juan Manuel (El Scritor de Castile) leánya, Portugália koronahercegnője († 1345)

## Halálozások
- október 16. – V. Amadeus savoyai gróf (* 1253)